# Corendon Airlines
Corendon Airlines er et tyrkisk registreret flyselskab, som har hovedkontor i Antalya, Tyrkiet. Selskabet opererer både rute- og charterflyvning.

## Historie
Flyselskabet blev etableret i 2004 og startede flyvningerne i april 2005.
I 2005 var flyvetimerne regnet til 6.200, 10.500 i 2006 og 14.000 i 2007.
Selskabets årlige passagerer var regnet til 220.000 i 2005, 470.000 i 2006 og 780.000 i 2007.

## Flåde
Corendon Airlines flåde består af følgende fly (August 2013): 